# Botoșești-Paia
Botosesti-Paia là một xã thuộc hạt Dolj, România. Dân số thời điểm năm 2002 là 1006 người.